# 玉川区役所 OF THE DEAD
『玉川区役所 OF THE DEAD』（たまがわくやくしょ オブ・ザ・デッド）は、2014年10月4日から12月20日まで毎週土曜日0:12 - 0:52（金曜日深夜）に、テレビ東京系の「ドラマ24」枠で放送された日本のテレビドラマ。主演は林遣都。なお本項目では日時表記を日本標準時で記載し、提出された出典内容や公式サイトで表示されている内容とは異なる。
福満しげゆき著書『就職難!! ゾンビ取りガール』との類似性を指摘されているが、制作側はオリジナルであるとしている。
2019年3月28日、アメリカでリメークされることが発表された。

## あらすじ
16年前メキシコで大発生したゾンビはやがて数が減り、20××年の日本ではその存在は日常化していた。
各地方自治体はゾンビを管理・捕獲する特別福祉課を設置した。しかし玉川区の特別福祉課はワケあり職員だらけであった。赤羽晋助も、目的もなくたるんだ人生を送っている。課を出入りする医科大准教授の幸田健司も、大のゾンビ好きという変わり者である。
そんな中、ゾンビ発生の連絡が入るが、予想外の騒動に発展する。

## キャスト

### 玉川区役所 特別福祉課

#### 活動係
赤羽晋助（あかば しんすけ）
演 - 林遣都（少年期：市村涼風）
本作の主人公。100メートル11秒代の瞬足の持ち主。毎朝食パンを咥えて、自宅から特別福祉課のある玉川区役所別館まで全力疾走して出勤している。
立花凛（たちばな りん）
演 - 広瀬アリス（幼少期：篠川桃音）
本作のヒロイン。お守りとして鉛入りの竹刀を持ち歩いており、有事の際は竹刀を用いてゾンビと戦う。
大川剛（おおかわ つよし）
演 - 高橋努
活動係主任。勤務中も筋トレを欠かさない筋肉馬鹿で、職務怠慢として特別福祉課に異動。

#### 管理係
田之倉圭（たのくら けい）
演 - 片桐仁
管理係主任。熱心なアイドルファンで、勤務時間中もDVDプレーヤーでライブ映像を視聴している。
普段からカメラを持ち歩いていたため、盗撮の疑いをかけられ特別福祉課に異動。
小野渚（おの なぎさ）
演 - 豊田エリー
管理係デスク。持ち前の美意識の高さとツンデレさが災いし、特別福祉課に異動。
鳥越進（とりこし すすむ）
演 - 水澤紳吾
管理係。異様に影が薄く、気配もなく声も小さいため、背後に現れては驚かれている。
大森準市朗（おおもり じゅんいちろう）
演 - 古舘寛治
特別福祉課課長。自衛隊上がりだがゆるゆるで、掴み所のない男性。

#### 関係者
幸田健司（こうだ けんじ）
演 - 金子ノブアキ（少年期：高橋佳大）
町田祥子（まちだ しょうこ）
演 - 河井青葉
佐津川類（さつかわ るい）
演 - 岸井ゆきの

### 赤羽家
赤羽晋市（あかば しんいち）
演 - 松澤一之
赤羽みどり（あかば みどり）
演 - 千葉雅子
佐々木みわ（ささき みわ）
演 - 田畑智子
佐々木尚宏（ささき なおひろ）
演 - 近藤公園

### ゲスト
複数話・単話登場の場合は演者名横の括弧（）内に表記。☆印はゾンビウイルス感染者。
第1話
- 北柳ケン☆ - 尾上寛之
- 山下マユ（ケンの同棲相手）☆ - 森カンナ（第2話 - 第3話）
- スイカップゾンビ☆ - 桐山瑠衣
- 税務課上司役-佐野元哉

第2話
- 刈谷昇☆ - 戸次重幸
- 刈谷ケイコ（昇の妻） - 山口香緒里
- 栗山（刈谷家の隣人） - 宍戸美和公

第4話 - 第5話
- 長谷川（蕎麦屋･大奥玉自治会長） - 徳井優
- ペドロ（留学生）☆ - 副島淳
- 客引き - なべやかん（第4話）
- 駐在 - 藤井びん（第5話）

第6話
- 奥田幸司（奥田安田のツッコミ担当） - 今井隆文
- 安田保（奥田安田のボケ担当）☆ - 山岸門人

第7話
- 香川康介☆ - 大東駿介（第9話 - 第11話）

第8話
- ヤクザ - 津田寛治
- 司会者 - 棚橋ナッツ
- 借金男 - 龍坐
- 沢地謙太郎 - Micro（友情出演）

第9話
- 野原幸 / 桐島梨奈☆ - 芹那（第10話）（少女期：須田理夏子）
- 泉和真 - 髙橋洋
- ボブ - アサド
- 岡 さとる - 三ノ輪健太郎

第10話
- 島尾桜乃介 - 駿河太郎（第11話 - 第12話）
- 怪力ゾンビ - 加藤諒

## スタッフ
- 脚本 - 新井友香、赤松義正、熊坂出
- 音楽 - 三澤康広
- 監督 - 河原雅彦、熊坂出
- オープニングテーマ - THE BAWDIES「NO WAY」（Victor / Getting Better）[14]
- エンディングテーマ - FLOWER FLOWER「素晴らしい世界」（Sony Music Records / gr8!records）[15]
- 助監督 - 松本壇
- 音楽プロデューサー - 本谷侑紀
- タイトルバック - 岡宗秀吾
- タイトルバックデザイン・CG - 奥田真也
- アクション - 中村嘉夫
- 振り付け - ストウミキコ
- 特殊メイク - 石野大雅
- 研究指導 - 坂井活子
- チーフプロデューサー - 中川順平（テレビ東京）
- プロデューサー - 浅野太（テレビ東京） / 藤田大輔、宮田幸太郎
- AP - 田辺勇人、田口梓
- 企画協力 - ハイレグタワー
- 制作 - テレビ東京、スタジオブルー
- 製作著作 - 「玉川区役所 OF THE DEAD」製作委員会

## 放送日程
| 各話   | 放送日   | サブタイトル               | ラテ欄                                                  | 脚本                     | 監督     |
| ------ | -------- | -------------------------- | ------------------------------------------------------- | ------------------------ | -------- |
| 第1話  | 10月04日 | 玉川区役所ゾンビ課         | ゾンビ襲来!! 世界の危機を救うのは泣き虫ヘタレ公務員     | 新井友香                 | 河原雅彦 |
| 第2話  | 10月11日 | ゾンビVSクレーマー         | 初出勤! 危険な新人女子社員!! イケメンゾンビVSクレーマー | 新井友香                 | 河原雅彦 |
| 第3話  | 10月18日 | キャンペーン DIE パニック  | ギャルゾンビの憂鬱⋯最恐アイドル誕生でイベント大混乱     | 新井友香                 | 河原雅彦 |
| 第4話  | 10月25日 | 大奥玉ゾンビフェス（前篇） | まさかのゾンビ大量発生⋯絶体絶命!? 密室のサバイバル!!    | 新井友香 熊坂出          | 熊坂出   |
| 第5話  | 11月01日 | 大奥玉ゾンビフェス（後篇） | 絶体絶命!! 闘う公務員VS群れるゾンビ 危険エリア潜入調査  | 新井友香 熊坂出          | 熊坂出   |
| 第6話  | 11月08日 | あるお笑いコンビの憂鬱     | 死の爆笑バトル 腐っても、どついて⋯ゾンビ老人最期の日    | 赤松義正 新井友香        | 熊坂出   |
| 第7話  | 11月15日 | ゾンビギャルの誘惑         | 女子高生ゾンビ大量発生の怪奇!! 義兄の悲劇⋯新種誕生!?    | 赤松義正 新井友香        | 河原雅彦 |
| 第8話  | 11月22日 | ゾンビオークション         | 死人買います⋯ゾンビオークション!! 腐りゆく義兄の決意    | 赤松義正 新井友香 熊坂出 | 熊坂出   |
| 第9話  | 11月29日 | Welcome to Z               | 100%感染の恐怖⋯ゾンビ世界へ誘う超猛毒B級アイドル        | 新井友香 赤松義正        | 熊坂出   |
| 第10話 | 12月06日 | とまらない進化             | 100m9秒俊足&超怪力!! 最凶新種ゾンビを人間兵器化!?       | 赤松義正 熊坂出          | 熊坂出   |
| 第11話 | 12月13日 | さらば、凛!                | 悲劇のXデー!! "さよなら義兄さん"最恐ゾンビとの決戦      | 赤松義正 熊坂出          | 熊坂出   |
| 最終話 | 12月20日 | 玉川区役所 DEAD or ALIVE   | 腐った貴女に永遠の愛を⋯さらば! ゾンビと生きた世界       | 赤松義正 熊坂出          | 熊坂出   |

## ネット局
| 放送対象地域   | 放送局                | 系列                          | 放送期間・曜日・時間           | 放送期間・曜日・時間  |
| -------------- | --------------------- | ----------------------------- | ------------------------------ | --------------------- |
| 関東広域圏     | テレビ東京 【制作局】 | テレビ東京系列                | 2014年10月4日 - 12月20日       | 土曜日 0:12 - 0:52    |
| 北海道         | テレビ北海道          | テレビ東京系列                | 2014年10月4日 - 12月20日       | 土曜日 0:12 - 0:52    |
| 愛知県         | テレビ愛知            | テレビ東京系列                | 2014年10月4日 - 12月20日       | 土曜日 0:12 - 0:52    |
| 岡山県・香川県 | テレビせとうち        | テレビ東京系列                | 2014年10月4日 - 12月20日       | 土曜日 0:12 - 0:52    |
| 福岡県         | TVQ九州放送           | テレビ東京系列                | 2014年10月4日 - 12月20日       | 土曜日 0:12 - 0:52    |
| 大阪府         | テレビ大阪            | テレビ東京系列                | 2014年10月6日 - 12月22日       | 月曜日 23:58 - 翌0:40 |
| 奈良県         | 奈良テレビ            | 独立局                        | 2014年10月11日 - 12月27日      | 土曜日 0:30 - 1:05    |
| 福島県         | 福島中央テレビ        | 日本テレビ系列                | 2014年10月17日 - 2015年1月16日 | 金曜日 1:29 - 2:09    |
| 長野県         | 信越放送              | TBS系列                       | 2014年10月18日 - 2015年1月17日 | 土曜日 0:50 - 1:30    |
| 和歌山県       | テレビ和歌山          | 独立局                        | 2014年10月19日 - 2015年1月11日 | 日曜日 0:00 - 0:40    |
| 鹿児島県       | 鹿児島放送            | テレビ朝日系列                | 2014年10月19日 - 2015年1月11日 | 日曜日 1:45 - 2:25    |
| 新潟県         | テレビ新潟            | 日本テレビ系列                | 2014年10月26日 - 2015年2月8日  | 日曜日 1:25 - 2:05    |
| 山形県         | テレビユー山形        | TBS系列                       | 2014年11月8日 - 2015年2月7日   | 土曜日 0:50 - 1:30    |
| 熊本県         | くまもと県民テレビ    | 日本テレビ系列                | 2014年11月30日 - 2015年3月15日 | 日曜日 1:00 - 1:40    |
| 鳥取県・島根県 | 日本海テレビ          | 日本テレビ系列                | 2014年12月6日 - 2015年2月28日  | 土曜日 2:25 - 3:05    |
| 岩手県         | IBC岩手放送           | TBS系列                       | 2014年12月20日 - 2015年3月21日 | 土曜日 0:55 - 1:35    |
| 滋賀県         | びわ湖放送            | 独立局                        | 2014年12月22日 - 2015年3月16日 | 月曜日 23:58 - 翌0:40 |
| 日本全域       | BSジャパン            | テレビ東京系列 BSデジタル放送 | 2015年1月5日 - 3月23日         | 月曜日 0:00 - 0:35    |
| 宮城県         | 仙台放送              | フジテレビ系列                | 2015年1月9日 - 3月27日         | 金曜日 0:50 - 1:30    |
| 青森県         | 青森テレビ            | TBS系列                       | 2015年4月18日 - 7月4日         | 土曜日 0:20 - 1:00    |
| 石川県         | 北陸放送              | TBS系列                       | 2015年4月28日 - 7月14日        | 火曜日 1:13 - 1:53    |

## 小説
ドラマとは設定に違いがあるが、小説版が先行して発売された。著：永菜葉一×塔井青、表紙画：村崎久都。
- 玉川区役所 OF THE DEAD（富士見L文庫刊、2014年9月10日発売、ISBN 978-4040703725）
- 玉川区役所 OF THE DEAD 2（富士見L文庫刊、2014年12月11日発売、ISBN 978-4040704449）